# Айлоке
Айлоке (итал. Ailoche) — коммуна в Италии, располагается в области Пьемонт, в провинции Бьелла.
Население составляет 326 человек (2008 г.), плотность населения составляет 33 чел./км². Коммуна занимает площадь 10 км². 
Почтовый индекс — 13010. Телефонный код — 015.
Покровителем населённого пункта почитается святой Бернард из Ментона.

## Демография
Динамика населения:

## Администрация коммуны
- Официальный сайт: http://www.comune.ailoche.bi.it/